# Гарсия Диес, Хуан Антонио
Хуан Антонио Гарсия Диес (исп. Juan Antonio García Díez; 4 августа 1940, Мадрид — 6 мая 1998, там же) — испанский экономист и государственный деятель, заместитель председателя правительства Испании и министр экономики Испании (1981—1982).

## Биография
Получил высшее образование в области экономики и права в Мадридском университете. В 1966—1968 годах преподавал экономику в Мадридского университета Комплутенсе.
В 1970—1971 годах — торговый атташе посольства Испании в Перу и Боливии. Затем работал в Министерстве торговли.
Являлся членом Социал-демократической партии, которая позже стала частью Союза демократического центра, в 1976 году он был назначен на должность генерального секретаря RENFE.
- 1977—1980 годах — министр торговли и туризма,
- 1981—1982 годах — заместитель премьер-министра и министр экономики Испании. На этом посту предпринял ряд либеральных мер, вызванных последствиями мирового нефтяного кризиса.

В 1979—1982 годах — депутат парламента Испании.
После поражения Союза демократического центра на парламентских выборах (1982) ушел в частный бизнес. Являлся президентом компании Uralita (1983). В 1986 году пытался вернуться в политику в списках Партии демократических реформ (ПДР), но после её неудачи на выборах полностью отошел от политической деятельности. Возглавлял компанию Pryca empreses и испанское отделение Yamaha.